# ماندي ماركوارت
ماندي ماركوارت (بالإنجليزية: Mandy Marquardt) هي دراجة على المضمار أمريكية، ولدت في 7 أغسطس 1991 في مانهايم في ألمانيا.

## وصلات خارجية
- الموقع الرسمي
- ماندي ماركوارت على موقع أرشيف الدراجات (الإنجليزية)